# Sphaerotheciella
Sphaerotheciella är ett släkte av bladmossor. Sphaerotheciella ingår i familjen Cryphaeaceae.
Kladogram enligt Catalogue of Life:
| Sphaerotheciella | \| \| Sphaerotheciella koponenii \| \| \| \| \| \| Sphaerotheciella pachycarpa \| \| \| \| \| \| Sphaerotheciella pinnata \| \| \| \| \| \| Sphaerotheciella sinensis \| \| \| \| \| \| Sphaerotheciella sphaerocarpa \| \| \| \| |
|                  | \| \| Sphaerotheciella koponenii \| \| \| \| \| \| Sphaerotheciella pachycarpa \| \| \| \| \| \| Sphaerotheciella pinnata \| \| \| \| \| \| Sphaerotheciella sinensis \| \| \| \| \| \| Sphaerotheciella sphaerocarpa \| \| \| \| |
|                  | Cryphaea |
|                  | |
|                  | Cryphaeophilum |
|                  | |
|                  | Cryphidium |
|                  | |
|                  | Cyptodon |
|                  | |
|                  | Cyptodontopsis |
|                  | |
|                  | Dendrocryphaea |
|                  | |
|                  | Dendropogonella |
|                  | |
|                  | Monocryphaea |
|                  | |
|                  | Pilotrichopsis |
|                  | |
|                  | Schoenobryum |
|                  | |
|                  | Sphaerotheciella koponenii |
|                  | |
|                  | Sphaerotheciella pachycarpa |
|                  | |
|                  | Sphaerotheciella pinnata |
|                  | |
|                  | Sphaerotheciella sinensis |
|                  | |
|                  | Sphaerotheciella sphaerocarpa |
|                  | |

|  | Sphaerotheciella koponenii    |
|  |                               |
|  | Sphaerotheciella pachycarpa   |
|  |                               |
|  | Sphaerotheciella pinnata      |
|  |                               |
|  | Sphaerotheciella sinensis     |
|  |                               |
|  | Sphaerotheciella sphaerocarpa |
|  |                               |